# Batalla de Coracesi
La batalla de Coracesi fou un combat que va enfrontar l'armada del general romà Gneu Pompeu Magne, que havia estat enviat pel Senat romà amb l'encàrrec de netejar el Mar Mediterrani dels pirates contra l'armada dels pirates de Cilícia.

## Antecedents
Després del seu consolat (70 aC), el general Gneu Pompeu Magne va passar els dos anys següents a Roma (69 aC - 67 aC) veient com l'augmentava el malestar entre la plebs a causa de l'encariment dels preus dels aliments. Aquesta pujada de preus estava causa de l'augment de l'activitat dels pirates de la Mediterrània.
Des de la campanya de Marc Antoni, el Senat no havia tornat a ocupar-se de les seves costes, el que havia proporcionat als pirates temps per recuperar-se i intensificar gradualment les seves activitats. Gairebé tots els pirates procedien de la regió de Cilícia, però la passivitat del Senat era tal que els pirates havien arribat fins a la desembocadura del Tíber sense que els sortís al pas cap esquadra romana.
L'any 67 aC el tribú de la plebs, Gabini, legislaria per Pompeu el comandament d'una guerra contra aquests pirates. La llei, que passaria a anomenar-se Lex Gabinia, atorgava a Pompeu el comandament de 200 naus i l'autorització per augmentar lliurement el seu exèrcit, cosa molt poc habitual en un encàrrec del Senat.
Pompeu va expulsar els pirates d'Itàlia i Sicília en qüestió de sis setmanes, dirigint-se després d'un descans a Grècia on els va destrossar en cinquanta dies. Després de les seves ràpides victòries, Pompeu va arraconar als pirates a Cilícia. A la rodalia de la seva capital, anomenada Coracesi, es va lliurar la batalla clau.

## Batalla
Després d'arraconar els pirates a Cilícia, Pompeu es va dirigir a la seva capital, anomenada Coracesi (l'actual Alanya). Segons Plutarc, els pirates haurien reunit uns 1.000 vaixells (certament una exageració de l'historiador) enfront als 200 de Pompeu. Durant la batalla els pirates van ser totalment derrotats i obligats a desembarcar en una platja propera des d'on van fugir i es van refugiar en la seva capital, Coracesi, a la qual Pompeu va posar sota lloc.
Després d'un intens lloc, els pirates es van rendir i van entregar el seu capital. Pompeu havia sortit completament victoriós i poc després es embarcaria cap a Àsia on s'enfrontaria a Mitridates VI Eupator rei de Pont. Pel que fa als pirates, Pompeu va dispersar a la majoria per totes les ciutats d'Àsia.